# Holoskiv (distretto di Chmel'nyc'kyj)
Holoskiv (in ucraino Голосків?; in russo Голосков?, Goloskov) è un centro abitato dell'Ucraina.